# Вахтен офицер
Вахтен офицер в руския императорски флот е помощник на вахтения началник. Отговаря за поддържане на установената бойна готовност на кораба, външната безопасност на кораба, правилното носене на корабната вахтена служба от личния състав. По време на плаване е подчинен на командира на кораба или старшия помощник, когато последния, замествайки командира, се намира в главния команден пункт. При стоянка на кораба на котва (шамандура, швартови), се подчинява на старпома и вахтения началник. Личния състав на кораба, освен лицата, на които той самията е подчинен, са задължени да изпълняват всички заповеди на вахтения офицер.
Службата на вахтения офицер на кораба се състои в носене на дежурства на горната палуба в течение на 4 часа. В подчинение на вахтения офицер, влизат сигналчиците, дневалните (куриери) по кораба, а в поход се добавят марсовите и рулевите.